# الجريمة في كوبا

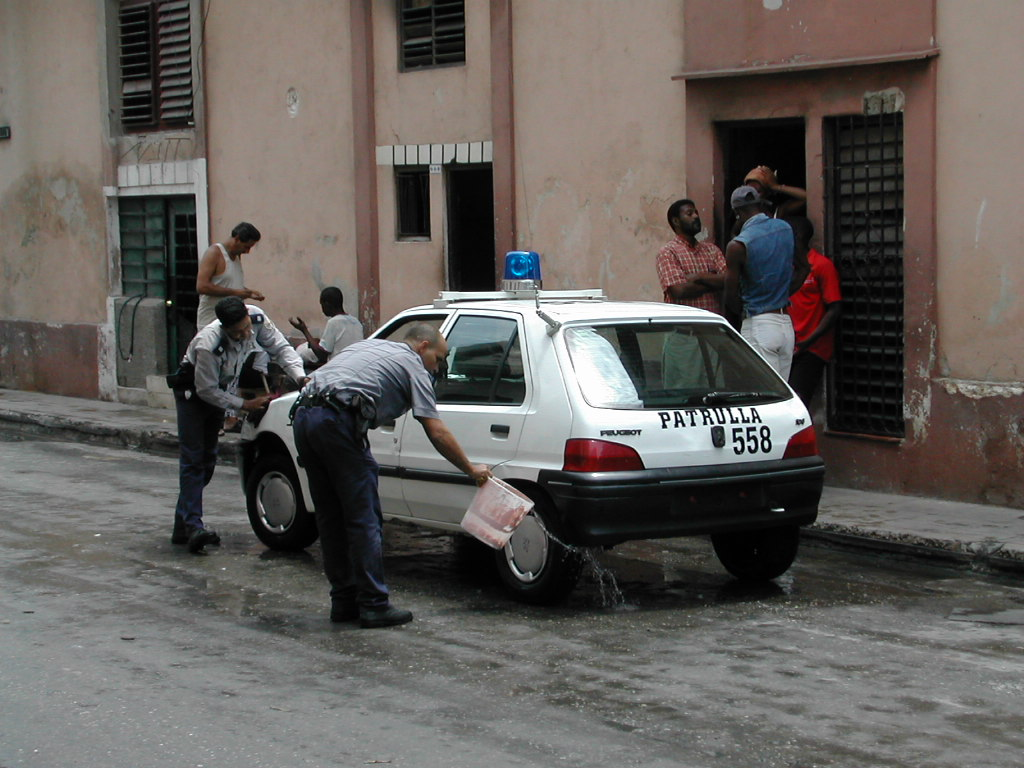
سيارة شرطة كوبية تغسل في هافانا، كوبا (مايو 2002).

الجريمة موجودة في أشكال مختلفة في كوبا على الرغم من أن الحكومة لا تنشر إحصاءات الجريمة الرسمية. إن تقارير الجرائم آخذة في الازدياد، مع تدخل أقل من المتوسط في الأزمات من قبل الشرطة. جرائم السلاح تكاد تكون معدومة ومعدلات القتل أقل من مثيلاتها في معظم دول أمريكا اللاتينية. نما الاتجار بالمخدرات بشكل كبير في منتصف الثمانينيات والتسعينيات. في التسعينيات، تم القبض على أكثر من 200 أجنبي والعديد من الكوبيين يهربون المخدرات، وصادرت السلطات حوالي 31 طناً من المخدرات، معظمها متجهة إلى الولايات المتحدة. الدعارة في كوبا قانونية، لكن المواد الإباحية غير قانونية. في عام 2016، بلغ معدل جرائم القتل العمد في كوبا 4.99 / 100,000 نسمة (572 جريمة قتل عمد).*

## التاريخ
القرن ال 19
تم تعداد بعض القوانين والجرائم والعقوبات المتعلقة بكوبا في ترجمة عام 1879 لوثيقة سبعينيات القرن التاسع عشر، أصدرتها إسبانيا. تم تصنيف العقوبات على الجرائم كعقوبات جسدية (بما في ذلك التنفيذ بالحجر على سقالة)، والعقوبات الإصلاحية، والعقوبات الخفيفة، والعقوبات المشتركة بين الفئات الثلاثة السابقة، والعقوبات التبعية. تم وصف العديد من الجرائم في الوثيقة، تحت عناوين ومقالات مختلفة:
1. الجرائم ضد أمن الدولة الخارجي (مثل الخيانة)
2. الجرائم ضد الدستور (مثل العيب في الذات الملكية)
3. الجرائم ضد النظام العام (كالتمرد والفتنة)
4. التزوير والتزوير (مثل تزوير الأموال أو المستندات)
5. مخالفة القوانين المتعلقة بالدفن وانتهاك القبور والجرائم ضد الصحة العامة (مثل الأدوية المغشوشة)
6. المقامرة واليانصيب (مثل ألعاب اليانصيب غير المصرح بها)
7. الجرائم التي يرتكبها الموظفون العموميون أثناء قيامهم بوظائفهم مثل الرشوة)
8. الجرائم الواقعة على الأشخاص (مثل المبارزة)
9. جرائم العفة (مثل الاغتصاب)
10. الجرائم ضد الشرف (كالافتراء)
11. الجرائم الواقعة على الحالة المدنية للأشخاص (مثل الزواج غير القانوني)
12. الجرائم ضد الحرية والأمن (مثل اختطاف الأطفال أو التخلي عن الأطفال)
13. الجرائم الواقعة على الممتلكات (مثل السرقة)
14. إهمال طائش

القرن ال 20
خلال القرن العشرين، كانت كوبا تحت حكم ديكتاتوري وبسبب هذا الزعيم المهمل، كانت كوبا غارقة في الفقر والجريمة والفساد. استلزم هذا تدخل الرئيس آنذاك لعقد صلات معهم وإدخالهم في قوة الشرطة الكوبية. بعد مرور بعض الوقت، هاجرت العصابات الإجرامية من الولايات المتحدة إلى كوبا وسيطرت على الكازينوهات. ومع ذلك، بما أن حكومة الولايات المتحدة أرادت السيطرة على كوبا، فقد أنشأوا قوة أمنية، وكالة المخابرات السرية التي وضعت الجريمة تحت السيطرة. ومع ذلك، عندما خططت كوبا للهجوم على الولايات المتحدة، تغير الوضع وضمنت قوات الشرطة السيطرة على العناصر الإجرامية في البلاد وهرب العديد منهم إلى الولايات المتحدة لأن قواعد الهجرة سهلت مثل هذه الهجرة.
نما الاتجار بالمخدرات بشكل كبير في منتصف الثمانينيات والتسعينيات. في التسعينيات، تم القبض على أكثر من 200 أجنبي والعديد من الكوبيين الآخرين وهم يهربون المخدرات، وصادرت السلطات حوالي 31 طناً من المخدرات، معظمها متجهة إلى الولايات المتحدة. خلق النشاط مناخا من الخوف من عدم الثقة في كوبا، المعروف باسم "desconfianza". استهدفت الحكومتان الأمريكية والكوبية قضايا مثل الهجرة وتهريب المخدرات والإرهاب.
في التسعينيات، انتشر نوع جديد من الأدب الكوبي، عرف باسم «الواقعية الكوبية القذرة» من قبل النقاد، وهو يعكس «السجناء، والبغايا، ومتعاطي المخدرات، ومدمني الكحول، واللصوص، والقتلة الذين تنطوي حياتهم على الكثير من الجنس، والشرب، والمخدرات». في كوبا. نمت الدعارة بشكل كبير خلال هذه الفترة، مدفوعة بزيادة السياحة في البلاد وإضفاء الشرعية على الدولار في عام 1992. الدعارة ليست غير قانونية في كوبا، لكنها مرفوضة من قبل الكثيرين وهي مستهجنة أخلاقيا وتعتبر «مرضا اجتماعيا» و «نتاج الثقافة الرأسمالية الأنانية لمجتمع ما قبل الثورة». نظمت السلطات في كوبا حملات مختلفة ضدها منذ أيام كاسترو الأولى، في محاولة لتشجيع النساء على البحث عن المزيد من الوظائف الرسمية في المصانع واكتساب مهارات مثل الخياطة. خلال حملة عام 1998، قامت الشرطة الكوبية بدوريات في مناطق مثل شاطئ فاراديرو وكوبي كيز، وهي مناطق سياحية رئيسية تأثرت بها. وفقًا للتقارير، غالبًا ما تقدم البغايا رشاوى لضباط إنفاذ القانون.

## جينيتريسمو
في كوبا، تعتبر جينيتريسمو فئة من الأنشطة الاقتصادية غير القانونية أو شبه القانونية المتعلقة بالسياحة في كوبا. ويغطي مجموعة واسعة من الأنشطة بما في ذلك الدعارة والقوادة، بالإضافة إلى أشكال أخرى من النهب، مثل بيع السلع المقلدة والسوق السوداء، وتوفير خدمات سيارات الأجرة الخاصة والعمل كمرشدين سياحيين غير رسميين. يمكن أيضًا تطبيق المصطلح على أنشطة العمال ذوي الياقات البيضاء المحترفين التي تولد الدخل من التفاعل مع أقرانهم في الخارج. الكلمة مشتقة من الإسبانية الجناتي («الفارس»). تشير كلمة Jinetear، التي تعني «الفارس»، إلى العمل التنافسي المتمثل في ركوب الخيل مقابل مكافأة اقتصادية. ممارس الذكر هو جينيتيرو، أنثى جينيتيرا. أصبح مصطلح جينيتريسمو مستخدمًا على نطاق واسع في التسعينيات كمرادف للبغاء في كوبا، حيث يشار إلى البغايا باسم jineteras. تعرف وزارة الخارجية الأمريكية جينيتيروس على أنه:

## فساد
كوبا لديها معدل فساد معتدل. صنف مؤشر مدركات الفساد لمنظمة الشفافية الدولية لعام 2012 البلاد في المرتبة 58 من أصل 176 دولة، مرتبطة بالأردن وناميبيا. كان أداء كوبا أفضل من معظم البلدان الأخرى في منطقة البحر الكاريبي وأمريكا الوسطى. بذلت الحكومة جهودًا للحد من الفساد، وتم القبض على حفنة من الفاسدين في السنوات الأخيرة.

## قوانين العقوبات
في المسائل الجنائية، يسري قانون العقوبات في كوبا منذ عام 1879. قانون الإجراءات الجنائية سارٍ منذ عام 1889. في عام 1900 تم إنشاء محاكم إصلاحية للجرائم البسيطة. ذهبت مثل هذه الحالات في السابق إلى مختلف Audiencias للنظر فيها. وشملت العقوبات الجسدية والإصلاحية. تم وصف استخدام عقوبة الإعدام في ذلك الوقت  مثل:

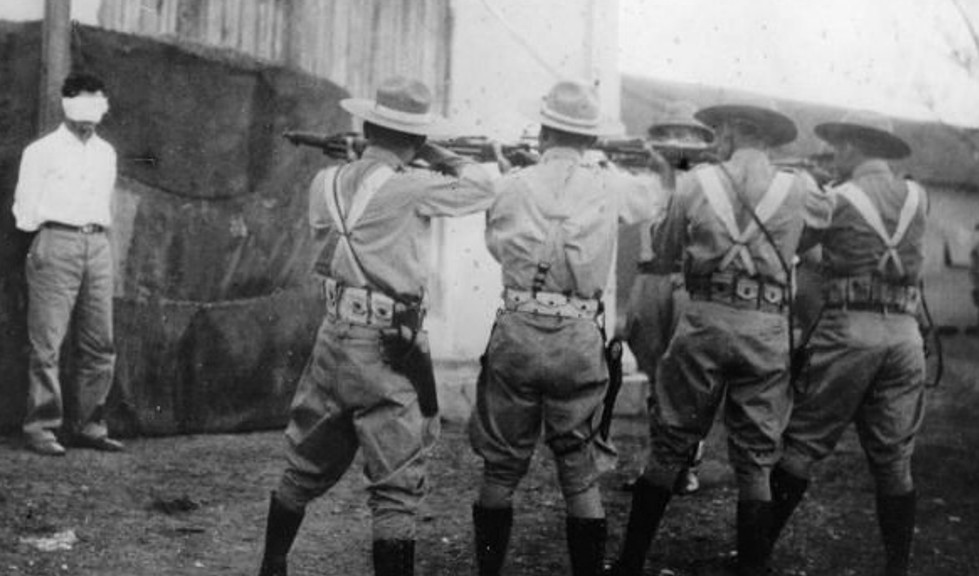
القتل رمياً بالرصاص (1956)

يتم تنفيذ عقوبة الإعدام بواسطة الأداة المعروفة باسم «الحاشية». يتم الإعدام على منصة داخل جدران السجن، في النهار، في غضون أربع وعشرين ساعة بعد الإشعار بالحكم؛ ينعقد على انفراد وبحضور الأشخاص المطلوب حضورهم والمفوضين بشهادته من قبل رئيس المحكمة. يظل جثمان الجاني مكشوفًا على حبل المشنقة لمدة أربع ساعات، ثم يسلم لأقاربه لدفنه إذا طلبوا ذلك، ويجب أن يتم الدفن بدون أبهة. لن يتم تنفيذ عقوبة الإعدام على المرأة الحامل، ولن يتم إخطارها بعقوبتها حتى انقضاء أربعين يومًا بعد ولادتها.
في عام 1889، ألغى الحاكم العسكري لكوبا بعض أحكام قانون العقوبات الإسباني التي كانت تنطبق على كوبا. تضمنت بعض التغييرات أن أي شخص روج أو شارك في أي لعبة حظ، باستثناء الترفيه أو التسلية فقط، يجب أن يخضع لغرامة؛ وأن أي شخص قام برشوة موظف عام بهدايا أو هدايا أو عروض أو وعود يجب أن يعاقب بنفس العقوبة التي قدمها الضابط، باستثناء الحرمان من المنصب.

### القرن ال 20
في عام 1926 عُهد إلى فرناندو فرنانديز بقيادة لجنة قانونية لتحل محل قانون العقوبات من عصر النظام الإسباني. على غرار عمل تشيزري لومبروزو، كان لأورتيز مهمة قومية طور فيها «حملة علمية ضد الجريمة»، مع التركيز على إعادة التأهيل الاجتماعي بدلاً من انتقام الدولة.
خضعت البلاد لتغيير جذري في هيكل قانونها الجنائي بعد عام 1959. تم إعادة تصنيف العديد من الجرائم العامة كجرائم سياسية. أعيد العمل بعقوبة الإعدام، وصدرت جريمة جنائية جديدة، هي الإثراء غير المشروع. تم تحديد سن المسؤولية الجنائية في ستة عشر عامًا. في عام 1979، حل قانون جنائي جديد محل القانون الذي تم إنشاؤه في عام 1936 (قانون الدفاع الاجتماعي لعام 1936). تناول العديد من مجالات الجريمة، مثل الجريمة ضد: أمن الدولة، وإقامة العدل، والسلامة العامة، والنظام العام، والاقتصاد الوطني، والتراث الثقافي، والثقة العامة، وحياة شخص آخر وصحته، وحقوق الفرد، وحقوق العمال، والعلاقات الشخصية والعائلية. والقصر والشباب والشرف.